# Anomala atomogramma
Anomala atomogramma är en skalbaggsart som beskrevs av Bates 1888. Anomala atomogramma ingår i släktet Anomala och familjen Rutelidae. Inga underarter finns listade i Catalogue of Life.